# Christen Sveaas
Christen Sveaas, född 18 juni 1956 i Oslo, är en norsk finansman och redare. 
Christen Sveaas är son till Anders Sveaas (1914–1982) och Marit Hansen, samt sonson till Anders Sveaas (1840–1917), som 1889 grundade AS Kistefos Træsliberi vid Kistefoss i Ranelva. Christen Svenaas grundade sitt första investmentbolag 1979. Han tog en ekonomexamen vid Universität St. Gallen i Schweiz 1981 och arbetade på Grieg Finans 1982 –1985. Familjeföretaget Kistefos Træsliberi såldes 1985 av familjen till Viul Tresliperi mot Christen Svenaas vilja. 
År 1993 köpte han 85 % av aktiekapitalet i AS Kistefos Træsliberi, varefter han fusionerade flera företag i företaget, som blev investmentföretaget Kistefos AS, med Christen Sveaas som ensam ägare. Kistefos har idag intressen i rederibranschen, skog, finansföretag och fastigheter. Bland annat är företaget dominerande ägare i det börsnoterade Viking Supply Ships AB, tidigare det norska Viking Supply Ships AS.
Christen Sveaas tog 1996 initiativ till Kistefos-Museet i den intakta massafabriken vid Kistefoss från 1889. Sedan 1997 har museet också en skulpturpark och konstgalleriet The Twist.